# Awaryjny system tlenowy

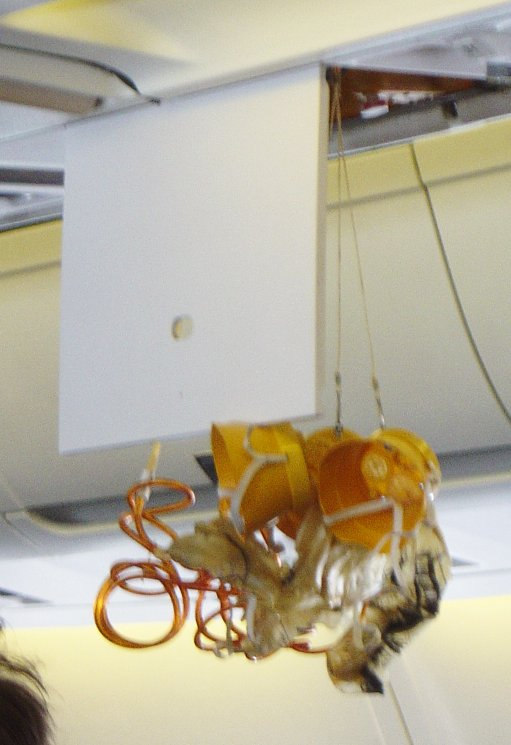
Maski tlenowe pasażerów, zwisające z sufitu kabiny

Awaryjny system tlenowy (ang. Aircraft Emergency Oxygen System) − jeden z systemów awaryjnych, montowanych w samolotach komercyjnych, który w razie rozszczelnienia kadłubu lub awarii systemu, utrzymującego w samolocie odpowiedni poziom tlenu, jest w stanie dostarczyć pasażerom powietrze niezbędne do oddychania.

## Zasada działania
Podczas spadku ciśnienia powietrza w kabinie (powstałego np. na skutek dekompresji), system wykrywa nieprawidłowości, a następnie powoduje wypadnięcie masek tlenowych z sufitu.